# Claudio Baggini
Claudio Baggini, né le 1er août 1936 à Rome en Italie et mort le 25 septembre 2015 à Lodi (Italie)
, est un évêque catholique italien, évêque du diocèse de Vigevano dans la province de Pavie de 2000 à 2011.

## Biographie
Né à Rome d'une famille originaire de Casalpusterlengo (dans la province de Lodi), Claudio Baggini est ordonné prêtre le 14 juin 1959. Il a été vicaire général du diocèse de Lodi

### Évêque
Nommé évêque de Vigevano le 18 mars 2000, il a été consacré dans la cathédrale de Lodi le 30 avril 2000 par Mgr Giacomo Capuzzi.
Il est entré dans sa nouvelle cathédrale le 18 juin 2000.
Le 21 avril 2007 il a accueilli le pape Benoît XVI en visite pastorale dans le diocèse.
À cause de problèmes de santé, il abandonne sa charge peu avant son 75e anniversaire, le 12 mars 2011.

### Devise épiscopale
- « Crux spes unica » (« La Croix, c'est l'unique espérance »).